# Centre Anne Frank
El Centre Anna Frank de Berlín és el soci alemany de la Casa d'Anne Frank d'Amsterdam. Compta amb una exposició permanent que, basada en la història d'Anna i la seva família, té l'objectiu de fer pedagogia en contra de l'extrema dreta, la discriminació i l'antisemitisme i de promoure una societat plural i una democràcia participativa.
Anna Frank, nascuda el 1929 a Frankfurt, era la filla petita d'una família jueva alemanya. Amb l'arribada al poder d'Adolf Hitler i les diferents mesures discriminatòries en contra de la població jueva, la família Frank es traslladà a Amsterdam, on va viure amb normalitat fins que l'exèrcit alemany va ocupar Holanda l'any 1940. Aleshores la repressió contra els jueus es posà en pràctica al territori ocupat i el 1942 la família Frank decidí refugiar-se en un amagatall a l'edifici de l'empresa del pare, Otto Frank, on hi van residir durant dos anys. L'estiu de 1944 van ser detinguts i Anna Frank moriria aquell hivern al camp de concentració de Bergen-Belsen.